# Omar Lorenzo Devanni
Omar Lorenzo Devanni (Monte Maíz, Córdoba (Argentina), 24 de abril de 1940) es un exjugador de fútbol argentino que se desempeñaba como delantero. Con una extensa trayectoria en clubes colombianos, se consagró como  goleador en 1963, 1964 y 1966 y quinto goleador histórico de la Categoría Primera A colombiana con 205 goles. Representó a la Selección de fútbol de Argentina en el Preolímpico de Roma en 1960.
A su llegada a Colombia es goleador del torneo jugando para el Atlético Bucaramanga en 1963 antoando 36 goles, al siguiente año vuelve a ser el goleador del torneo anotando sus primeros 4 goles con el Bucaramanga y luego 24 con el Unión Magdalena, posteriormente ficha con Independiente Santa Fe donde convierte 82 goles, sus últimas etapas fueron en el Independiente Medellín donde anota en 26 oportunidades y en el Once Caldas donde marca 28 goles. Después de su paso por el blaco-blanco ficha por segunda vez con el Unión Magdalena por petición del presidente del club de equella época, Luis Vives (padre de Carlos Vives,) con el ciclón bananero tiene una lesión que lo obliga a retirarse con tan solo 30 años de edad. Se quedó algún tiempo más en Colombia donde dirige al Unión Magdalena y al Deportes Tolima, a su regreso a la Argentina compró una casa al frente del Estadio Monumental de Núñez y aún continua viviendo allí.

## Clubes

### Como jugador
| Club                   | País      | Año       | Partidos | Goles |
| ---------------------- | --------- | --------- | -------- | ----- |
| Vélez Sarsfield        | Argentina | 1959-1961 | 17       | 2     |
| Deportivo Morón        | Argentina | 1962      | 25       | 13    |
| Atlético Bucaramanga   | Colombia  | 1963-1964 | 54       | 40    |
| Unión Magdalena        | Colombia  | 1964      | 67       | 40    |
| Santa Fe               | Colombia  | 1965-1968 | 132      | 82    |
| Independiente Medellín | Colombia  | 1968      | 51       | 26    |
| Once Caldas            | Colombia  | 1969      | 40       | 28    |
| Unión Magdalena        | Colombia  | 1970      | 12       | 5     |

### Como entrenador
| Club            | País     | Año       |
| --------------- | -------- | --------- |
| Unión Magdalena | Colombia | 1973      |
| Unión Magdalena | Colombia | 1975      |
| Deportes Tolima | Colombia | 1976-1977 |

## Palmarés

### Campeonatos nacionales
| Título           | Club     | País     | Año  |
| ---------------- | -------- | -------- | ---- |
| Primera División | Santa Fe | Colombia | 1966 |

### Distinciones individuales
| Distinción                                    | Año  |
| --------------------------------------------- | ---- |
| Goleador del Campeonato colombiano (36 goles) | 1963 |
| Goleador del Campeonato colombiano (28 goles) | 1964 |
| Goleador del Campeonato colombiano (31 goles) | 1966 |